# Fiat Albea

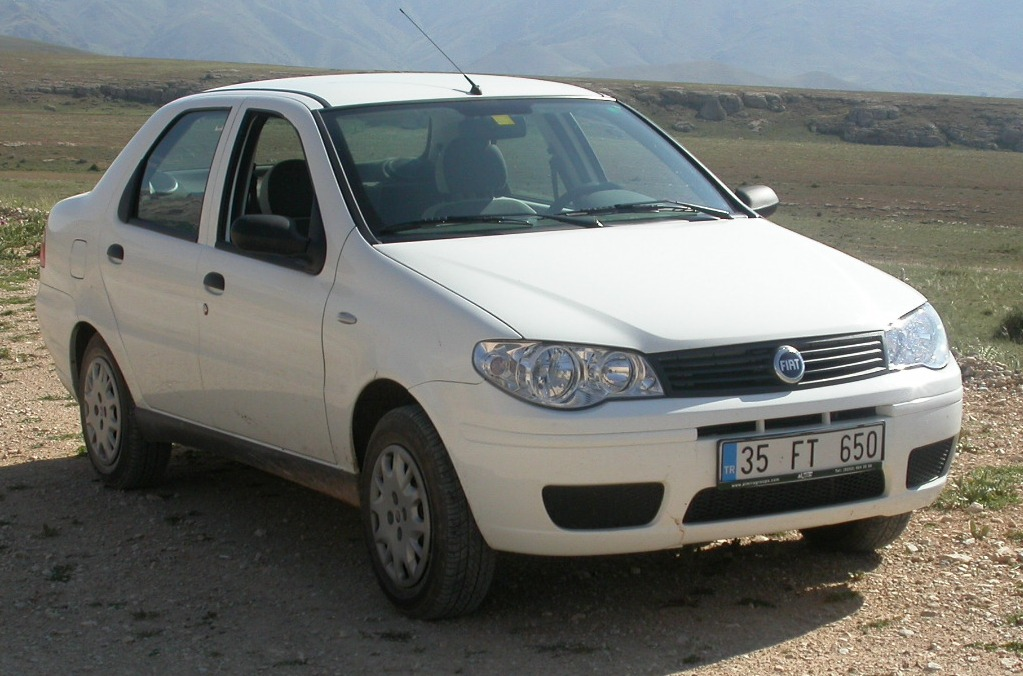
Fiat Albea sedan

Fiat Albea är en mindre sedanmodell och baseras på Fiat Siena som i sin tur härstammar från världsbilen Fiat Palio. Albea presenterades 2002 och tillverkas av Tofaş i Turkiet. Marknaden för denna bil är främst Turkiet, Rumänien och Mellanöstern, länder där det finns en stor marknad för lågprisbilar. Bilen designades av Giorgetto Giugiaro och genomgick ett ansiktslyft med omdesignad front 2006.